# تپه مکینه
تپه مکینه مربوط به دوران‌های تاریخی پس از اسلام است و در شهرستان بروجرد، بخش مرکزی، روستای اسدخانی واقع شده و این اثر در تاریخ ۲۳ شهریور ۱۳۸۲ با شمارهٔ ثبت ۹۹۹۹ به‌عنوان یکی از آثار ملی ایران به ثبت رسیده است.